# Дмитриев, Виктор Петрович
Виктор Петрович Дмитриев (12 декабря 1943 — 24 ноября 2017) — советский и российский учёный-физик. Доктор технических наук (1991), профессор (1998), лауреат Государственной премии СССР (1986).

## Биография
Родился 12 декабря 1943 года в городе Мытищи.
В 1961 году с отличием окончил школу №5 города Мытищи.
В 1966 году окончил Московский лесотехнический институт по специальности "Системы автоматического управления".
В 1967 году был распределен в Морской научно-исследовательский институт на должность младшего научного сотрудника. В нем проработал с января 1967 по октябрь 1967. В ноябре 1967 был призван в ряды Советской Армии и стал служить в НИИ №22 Минобороны в звании лейтенанта на должности младшего научного сотрудника.
В 1973 году поступил в заочную аспирантуру Московского инженерно-физического института, которую окончил в 1976 году. В том же году защитил диссертацию кандидата технических наук.
В 1986 году был удостоен звания Лауреата Государственной премии СССР.
В 1990 году защитил докторскую диссертацию.
В 1996 году стал работать на кафедре «Вычислительные системы и сети» Московского института электроники и математики на должности профессора.
В 1998 году было присвоено звание профессор, в том же году стал академиком Международной академии информатизации.
В последние годы жизни работал на должности профессора на кафедре «Вычислительные системы и сети» Высшей школы экономики.
Умер 24 ноября 2017 года. Похоронен на Бабушкинском кладбище.
Автор двух монографий , более 140 статей, 7 изобретений.